# Imagínate (serie de televisión)
Imagínate es una serie colombiana realizada por Producciones PUNCH entre 1984 y 1991. Tenía diferentes secciones tales como "Imagínate la Aventura" y "Manos a la Obra", entre las cuales se emitieron cortos de dibujos animados como la versión animada de Cantinflas y Popeye. En 1990 hicieron un programa especial de un campeonato colombiano de equitación.

## Elenco
- María Angélica Mallarino
- José Alejandro Narváez
- Marcela Tovar
- Natalia Dávila
- Martha Liliana Ruiz
- Miguel Varoni
- Danna García
- Carlos Barbosa
- Lina Luna
- Xiomara Xibille
- Humberto Wilson Restovich
- Julieta García
- Carolina Sabino
- Maribel Abello
- Christian Tappan
- Adriana Dávila
- Valentina Giraldo